# Субутак (посёлок железнодорожной станции)
Субута́к — посёлок железнодорожной станции в Агаповском районе Челябинской области. Входит в Магнитное сельское поселение.

## География
Через село протекает одноимённая река. Расстояние до районного центра села Агаповка 37 км.

## Население
| 1970 | 1995  | 2002  | 2010  |
| ---- | ----- | ----- | ----- |
| 1033 | ↗1168 | ↗1214 | ↘1108 |

По данным Всероссийской переписи, в 2010 году численность населения посёлка составляла 1108 человек (540 мужчин и 568 женщин).

## Улицы
Уличная сеть посёлка состоит из 12 улиц.

## Транспорт
Расположена одноимённая железнодорожная станция Южно-Уральской железной дороги.